# Copa Espírito Santo de Futebol de 2019
A Copa Espírito Santo de Futebol de 2019 foi a 17ª edição do segundo torneio de futebol mais importante do estado do Espírito Santo. Com início em 10 de agosto e término em 15 de novembro com a participação de dez equipes. O Real Noroeste conquistou o título pela quarta vez em sua história e garantiu uma vaga na Copa Verde de 2020 e na Série D do Brasileiro de 2020.

## Regulamento
Pela primeira vez a fórmula de disputa é a mesma do Campeonato Capixaba. Na Primeira Fase, os dez participantes jogam entre si em turno único, com os oito melhores avançando às Quartas de Final. Cinco times foram definidos por meio de um sorteio e fazem cinco jogos com o mando de campo (Real Noroeste, Rio Branco-ES, Serra, Sport Colatinense e Tupy), os demais fazem apenas quatro jogos com o mando. A Fase Final é disputada em sistema de mata-mata, onde os clubes se enfrentam em cruzamento olímpico com jogos de ida e volta, até as Finais. Os times com melhores campanhas na Primeira Fase têm o mando de campo nos jogos de volta da Fase Final. O campeão ganha o direito de disputar a Série D do Brasileiro de 2020 e a Copa Verde de 2020. Apenas os participantes da Série A do Capixabão de 2019 estão aptos à vaga na Série D do Brasileiro.

### Critérios de desempate
Os critérios de desempate serão aplicados na seguinte ordem para cada fase:
Primeira Fase
1. Maior número de vitórias
2. Maior saldo de gols
3. Maior número de gols pró (marcados)
4. Confronto direto
5. Menor número de cartões vermelhos
6. Menor número de cartões amarelos
7. Sorteio

Quartas de Final
1. Maior saldo de gols nos dois jogos
2. Melhor classificação na Primeira Fase

Semifinais e Finais
1. Maior saldo de gols nos dois jogos
2. Disputa por pênaltis

## Participantes
| Clube                  | Cidade       | Temporada 2018 | Estádio                     | Capacidade | Títulos (último) |
| ---------------------- | ------------ | -------------- | --------------------------- | ---------- | ---------------- |
| Desportiva Ferroviária | Cariacica    | 5º Colocado    | Engenheiro Araripe          | 7 700      | 2 (2012)         |
| Linhares               | Linhares     | 9º Colocado    | –                           | –          | 0 (não possui)   |
| Pinheiros-ES           | Pinheiros    | Não participou | João Soares de Moura Filho  | 1 500      | 0 (não possui)   |
| Real Noroeste          | Águia Branca | 4º Colocado    | José Olímpio da Rocha       | 5 281      | 3 (2014)         |
| Rio Branco-ES          | Vitória      | Não participou | Kleber Andrade              | 21 000     | 1 (2016)         |
| Serra                  | Serra        | 3º Colocado    | Robertão                    | 2 000      | 0 (não possui)   |
| Sport Colatinense      | Colatina     | 8º Colocado    | Justiniano de Mello e Silva | 2 600      | 0 (não possui)   |
| Tupy                   | Vila Velha   | 7º Colocado    | Toca do Índio               | 1 000      | 0 (não possui)   |
| Vilavelhense           | Vila Velha   | Não participou | Toca do Índio               | 1 000      | 1 (2006)         |
| Vitória-ES             | Vitória      | Campeão        | Salvador Costa              | 3 000      | 3 (2018)         |

## Primeira Fase
| Pos | Times                  | Pts | J | V | E | D | GP | GC | SG  | Classificação                     |
| --- | ---------------------- | --- | - | - | - | - | -- | -- | --- | --------------------------------- |
| 1   | Real Noroeste          | 22  | 9 | 7 | 1 | 1 | 15 | 4  | 11  | Classificado às Quartas de Finais |
| 2   | Vitória-ES             | 21  | 9 | 6 | 3 | 0 | 19 | 0  | 19  | Classificado às Quartas de Finais |
| 3   | Rio Branco-ES          | 17  | 9 | 5 | 2 | 2 | 13 | 3  | 10  | Classificado às Quartas de Finais |
| 4   | Pinheiros-ES           | 16  | 9 | 4 | 4 | 1 | 9  | 5  | 4   | Classificado às Quartas de Finais |
| 5   | Serra                  | 15  | 9 | 4 | 4 | 1 | 11 | 9  | 2   | Classificado às Quartas de Finais |
| 6   | Desportiva Ferroviária | 14  | 9 | 4 | 2 | 3 | 18 | 7  | 11  | Classificado às Quartas de Finais |
| 7   | Tupy                   | 10  | 9 | 2 | 1 | 6 | 16 | 16 | 0   | Classificado às Quartas de Finais |
| 8   | Vilavelhense           | 8   | 9 | 2 | 2 | 5 | 10 | 20 | -10 | Classificado às Quartas de Finais |
| 9   | Linhares*              | 0   | 8 | 0 | 0 | 8 | 5  | 28 | -23 |                                   |
| 10  | Sport Colatinense*     | 0   | 8 | 0 | 0 | 8 | 1  | 25 | -24 |                                   |

Nota:

* A FES cancelou a partida válida pela sétima rodada envolvendo Linhares e Sport Colatinense a pedido dos clubes, alegando contenção de gastos uma vez que ambos os clubes não tinham mais chance de classificação.

## Fase Final
|  | Quartas de final       | Quartas de final | Quartas de final | Quartas de final |       |               | Semifinais | Semifinais | Semifinais | Semifinais |  |            | Final | Final | Final | Final |  |  |
|  |                        |                  |                  |                  |       |               |            |            |            |            |  |            |       |       |       |       |  |  |
|  |                        |                  |                  |                  |       |               |            |            |            |            |  |            |       |       |       |       |  |  |
|  | Desportiva Ferroviária | 0                | 1                | 1                |       |               |            |            |            |            |  |            |       |       |       |       |  |  |
|  | Rio Branco-ES          | 0                | 1                | 1                |       |               |            |            |            |            |  |            |       |       |       |       |  |  |
|  | Rio Branco-ES          | 0                | 1                | 1                |       | Rio Branco-ES | 0          | 0          | 0          |            |  |            |       |       |       |       |  |  |
|  |                        |                  |                  |                  |       | Rio Branco-ES | 0          | 0          | 0          |            |  |            |       |       |       |       |  |  |
|  |                        | Vitória-ES       | 0                | 1                | 1     |               |            |            |            |            |  |            |       |       |       |       |  |  |
|  | Tupy                   | Vitória-ES       | 0                | 1                | 1     | 1             | 0          | 1          |            |            |  |            |       |       |       |       |  |  |
|  | Tupy                   |                  |                  |                  |       | 1             | 0          | 1          |            |            |  |            |       |       |       |       |  |  |
|  | Vitória-ES             | 2                | 2                | 4                |       |               |            |            |            |            |  |            |       |       |       |       |  |  |
|  | Vitória-ES             | 2                | 2                | 4                |       |               |            |            |            |            |  | Vitória-ES | 0     | 0     | 0     |       |  |  |
|  |                        |                  |                  |                  |       |               |            |            |            |            |  | Vitória-ES | 0     | 0     | 0     |       |  |  |
|  |                        | Real Noroeste    | 1                | 0                | 1     |               |            |            |            |            |  |            |       |       |       |       |  |  |
|  | Serra                  | Real Noroeste    | 1                | 0                | 1     | 1             | 3          | 4          |            |            |  |            |       |       |       |       |  |  |
|  | Serra                  |                  |                  |                  |       | 1             | 3          | 4          |            |            |  |            |       |       |       |       |  |  |
|  | Pinheiros-ES           | 1                | 1                | 2                |       |               |            |            |            |            |  |            |       |       |       |       |  |  |
|  | Pinheiros-ES           | 1                | 1                | 2                |       | Serra         | 0          | 1          | 1 (4)      |            |  |            |       |       |       |       |  |  |
|  |                        |                  |                  |                  |       | Serra         | 0          | 1          | 1 (4)      |            |  |            |       |       |       |       |  |  |
|  |                        | Real Noroeste    | 0                | 1                | 1 (5) |               |            |            |            |            |  |            |       |       |       |       |  |  |
|  | Vilavelhense           | Real Noroeste    | 0                | 1                | 1 (5) | 0             | 2          | 2          |            |            |  |            |       |       |       |       |  |  |
|  | Vilavelhense           |                  |                  |                  |       | 0             | 2          | 2          |            |            |  |            |       |       |       |       |  |  |
|  | Real Noroeste          | 1                | 5                | 6                |       |               |            |            |            |            |  |            |       |       |       |       |  |  |

### Quartas de Finais
Jogos de ida
| Sábado, 12 de outubro | Vilavelhense | 0 – 1     | Real Noroeste | Estádio Toca do Índio, Vila Velha                                 |
| 15:00                 |              | Relatório | 40' Patrick   | Público: 44 Renda: R$ 550,00 Árbitro: ES Davi de Oliveira Lacerda |

| Sábado, 12 de outubro | Serra           | 1 – 1     | Pinheiros-ES       | Estádio Robertão, Serra                                              |
| 15:00                 | Diego Alves 77' | Relatório | 25' William Pontes | Público: 249 Renda: R$ 2.850,00 Árbitro: ES José Wellington Bandeira |

| Sábado, 12 de outubro | Desportiva Ferroviária | 0 – 0     | Rio Branco-ES | Estádio Engenheiro Araripe, Cariacica                              |
| 15:00                 |                        | Relatório |               | Público: 1 453 Renda: R$ 18.190,00 Árbitro: ES Arthur Gomes Rabelo |

| Domingo, 13 de outubro | Tupy             | 1 – 2     | Vitória-ES             | Estádio Toca do Índio, Vila Velha                         |
| 10:30                  | Luiz Fernando 8' | Relatório | 45', 87' Rodrigo César | Público: 247 Renda: R$ 3.130,00 Árbitro: ES Fabiano Alves |

Jogos de volta
| Sábado, 19 de outubro | Real Noroeste                                                              | 5 – 2     | Vilavelhense                            | Estádio José Olímpio da Rocha, Águia Branca           |
| 15:00                 | Matheus Castelo 37' · Warlei 45+3', 48' · Warlison 57' · Igor 90+5' (pen.) | Relatório | 24' Iranildo · 45+1' (pen.) Lucas Valim | Público: 61 Renda: R$ 520,00 Árbitro: ES Carlito Rosa |

| Sábado, 19 de outubro | Pinheiros-ES       | 1 – 3     | Serra              | Estádio João Soares de Moura Filho, Pinheiros               |
| 15:00                 | William Pontes 50' | Relatório | 52', 57', 69' Rael | Público: 738 Renda: R$ 7.400,00 Árbitro: ES Rudimar Goltara |

| Sábado, 19 de outubro | Vitória-ES          | 2 – 0     | Tupy | Estádio Salvador Costa, Vitória                                     |
| 15:00                 | Thauan 45+2', 90+3' | Relatório |      | Público: 300 Renda: R$ 6.310,00 Árbitro: ES José Welligton Bandeira |

| Domingo, 20 de outubro | Rio Branco-ES | 1 – 1     | Desportiva Ferroviária    | Estádio Salvador Costa, Vitória                                   |
| 10:30                  | Robert 47'    | Relatório | 22' (pen.) Matheus Bidick | Público: 1 250 Renda: R$ 25.620,00 Árbitro: ES Dyorgines Padovani |

### Semifinais
Jogos de ida
| Sexta-feira, 25 de outubro | Serra | 0 – 0     | Real Noroeste | Estádio Robertão, Serra                                              |
| 20:00                      |       | Relatório |               | Público: 616 Renda: R$ 7.110,00 Árbitro: ES Davi de Oliveira Lacerda |

| Sábado, 26 de outubro | Rio Branco-ES | 0 – 0     | Vitória-ES | Estádio Toca do Índio, Vila Velha                                |
| 15:00                 |               | Relatório |            | Público: 625 Renda: R$ 12.660,00 Árbitro: ES Arthur Gomes Rabelo |

Jogos de volta
| Sábado, 2 de novembro | Real Noroeste | 1 – 1     | Serra           | Estádio José Olímpio da Rocha, Águia Branca                    |
| 20:00                 | Warlei 78'    | Relatório | 11' Diego Neves | Público: 233 Renda: R$ 3.860,00 Árbitro: ES Devarly do Rosário |

|                                                         |       | Penalidades                                                |  |
| Igor Monga Warlei Mailson Gabriel Jordan Patrick Rennan | 5 – 4 | Marco Antônio Emílio Gian Carlos Rael Walter Thomas Maycon |  |

| Quarta-feira, 30 de outubro | Vitória-ES | 1 – 0     | Rio Branco-ES | Estádio Salvador Costa, Vitória                              |
| 15:00                       | Thiago 2'  | Relatório |               | Público: 599 Renda: R$ 12.660,00 Árbitro: ES Rudimar Goltara |

### Finais
Jogo de ida
| Sábado, 9 de novembro | Vitória-ES | 0 – 1     | Real Noroeste            | Estádio Salvador Costa, Vitória                                       |
| 16:00                 |            | Relatório | 84' (pen.) Iuri Pimentel | Público: 735 Renda: R$ 15.120,00 Árbitro: ES Davi de Oliveira Lacerda |

Jogo de volta
| Sexta-feira, 15 de novembro | Real Noroeste | 0 – 0     | Vitória-ES | Estádio José Olímpio da Rocha, Águia Branca                      |
| 16:00                       |               | Relatório |            | Público: 680 Renda: R$ 11.610,00 Árbitro: ES Arthur Gomes Rabelo |

## Premiação
| Copa Espírito Santo de 2019       |
| --------------------------------- |
| Real Noroeste Campeão (4° título) |